# Bellaria (album)
Bellaria è il primo album in studio del rapper italiano Vegas Jones pubblicato il 23 marzo 2018 dalla Universal Music Group.

## Descrizione
È composto da tredici brani nella sua versione originale e con due bonus track aggiunte nella versione deluxe. I videoclip estratti dai brani sono Yankee Candle, Malibu e Brillo. Le collaborazioni presenti sono Gué Pequeno, Gemitaiz, MadMan e Jenn Morel. L'album è stato lavorato sia in Italia che negli Stati Uniti d'America, dove è stato girato il video di Malibu.
Il 23 marzo parte la promozione del disco con instore in tutta Italia annunciando poi il tour. Il 23 novembre 2018 è stata pubblicata una versione deluxe, chiamata Bellaria: Gran Turismo, con sette nuovi inediti.

## Tracce
1. Bellaria – 2:57
2. Brillo (feat. Gemitaiz e MadMan) – 3:41
3. Malibu – 3:31
4. Ice – 3:04
5. Trappola – 3:12
6. Nuova Ghini – 3:39
7. Mamacita (feat. Gué Pequeno) – 2:24
8. Il Viaggio – 3:37
9. Bubble Bubble – 4:11
10. Yankee Candle – 3:20
11. Cristo – 3:36
12. La finale – 4:36
13. Numeri & zeri – 3:53

Tracce bonus nell'edizione deluxe
1. Drive By (feat. Jenn Morel) – 3:01
2. Lisha (su e giù) – 3:51

Tracce bonus nell'edizione Gran Turismo
1. 1000 domande – 3:00
2. Gran Turismo – 3:00
3. Pelle d'oca – 2:40
4. Tocca a me (feat. Jake La Furia) – 2:35
5. Angeli & demoni – 2:48
6. Frecciarossa (feat. Nayt) – 2:46
7. Backpack – 2:56

## Formazione
Musicisti
- Vegas Jones – voce
- Gemitaiz – voce aggiuntiva (traccia 2)
- MadMan – voce aggiuntiva (traccia 2)
- Gué Pequeno – voce aggiuntiva (traccia 7)
- Jenn Morel – voce aggiuntiva (traccia 14)

Produzione
- Boston George – produzione (tracce 1, 3, 9, 10, 11 e 13)
- Joe Vain – produzione (tracce 2, 8, 12)
- Kid Caesar – produzione (tracce 5, 6)
- Andry The Hitmaker – produzione (tracce 4, 14, 15)
- 2nd Roof – produzione (traccia 7)
- Abaz – coproduzione (traccia 7)
- Xplosive – coproduzione (traccia 7)
- Patrick “Wave” Carinci – missaggio
- Salvatore Addeo – mastering

## Classifiche
| Classifica (2018) | Posizione massima |
| ----------------- | ----------------- |
| Italia            | 3                 |